# Jules Anglès
Jules Jean Baptiste Anglès fue un político francés que fue Ministro de Policía durante un breve periodo en 1814.

## Primeros años
Jules Jean Baptiste Anglès nació en Grenoble (Isère) el 28 de julio de 1778. Su padre era Jean-François Anglès (1736-1828), abogado y consejero de la Gran Cámara del Parlamento de Grenoble, que fue detenido durante la Revolución Francesa y pasó 18 meses en la cárcel antes de ser liberado el 9 de Termidor (27 de julio de 1794). Jules Jean Baptiste Anglès ingresó en la Escuela Politécnica en diciembre de 1799.

## Primer Imperio
Anglès se convirtió en Auditor de la sección naval del Consejo de Estado el 11 de febrero de 1806. Fue nombrado Intendente en Silesia desde diciembre de 1806, luego en Salzburgo en abril de 1809, y posteriormente fue nombrado intendente en Viena el 27 de julio de 1809. Fue nombrado maître des requêtes el 15 de noviembre de 1809. Ese mismo día fue nombrado Barón del Imperio y encargado de la policía general del distrito 3 de París. Fue brevemente Ministro de Policía en el gobierno provisional de 1814.

## Restauración borbónica
Tras la disolución del Ministerio de la Policía General en mayo de 1814 por la primera Restauración borbónica, Anglès fue destinado al Consejo de Estado. Fue nombrado Consejero de Estado el 17 de marzo de 1815. El 20 de marzo de 1815 siguió al rey Luis XVIII de Francia a Gante, donde dirigió el Moniteur Royaliste. Tras la segunda restauración, el 22 de agosto de 1815 fue elegido diputado por Hautes-Alpes. Fue nombrado Ministro de Estado del Consejo Privado el 19 de septiembre de 1815. Del 29 de septiembre de 1815 al 19 de diciembre de 1821 fue Prefecto de Policía. Sustituyó a Élie, duc Decazes, en la prefectura de policía y fue reemplazado por Guy Delavau.
Anglès falleció en su castillo de Cornillon, Mably, Loira, el 16 de enero de 1828, a la edad de 49 años.